# Uppräkneligt kompakt
Ett topologiskt rum {\displaystyle (X,{\mathcal {T}})} är uppräkneligt kompakt om varje framställning av mängden {\displaystyle X} som en uppräknelig union av öppna mängder kan skrivas som en union av ett ändligt antal öppna mängder:
{\displaystyle X=\bigcup _{n=1}^{\infty }O_{n}\quad \Longrightarrow \quad X=\bigcup _{k=1}^{N}O_{n_{k}},\qquad O_{n}\in {\mathcal {T}}.}
Denna definition är ekvivalent med följande egenskaper:
- Varje oändlig delmängd av {\displaystyle X} har en omega-ackumuleringspunkt som är ett element i mängden  {\displaystyle X}.
- Varje följd av element i mängden {\displaystyle X} har en ackumuleringspunkt som är ett element i {\displaystyle X}.
- Varje familj bestående av uppräkneligt många slutna delmängder vars snitt är icke-tomt, har en ändlig delfamilj av slutna mängder vars snitt också är icke-tomt.